# بندر گواتر
بندر گواتر، روستایی در دهستان سند میرثوبان بخش مرکزی شهرستان دشتیاری در استان سیستان و بلوچستان ایران است.
این روستا، آخرین موقعیت روستایی ایران در خط ساحلی جنوب است و با پاکستان دارای مرز آبی است.
رودخانه سرباز در نزدیکی این روستا وارد آب‌های دریای مکران و اقیانوس هند می‌شود.

## جاذبه گردشگری
این روستا چند ویژگی منحصر به فرد دارد که گردشگران را از شهر چابهار که صد کیلومتر دورتر قرار دارد به سمت خود می‌کشد.
اولین ویژگی اش؛ بودن در آخر نقطه مرز ایران است، چرا که روستا در آخرین نقطه جنوب شرقی قرار گرفته و بعد از کشور پاکستان قرار دارد. چراغ‌های شهر جیوانی پاکستان در شب به راحتی قابل رویت است.
ویژگی دوم دلفین‌هایی هستند که در آب‌های اقیانوسی وجود دارند و صبح‌ها برای شکار گونه‌های از ماهی به ساحل و سطح آب نزدیک می‌شوند وبه راحتی در جوار قایق می‌توان آنها را دید.
ویژگی سوم، جنگل‌های حرایی هستند که در مجاورت روستا واقع شده‌اند و قایق‌های صیادی گردشگران را به داخل و میانه‌های آن می‌برند.

## جمعیت
بر پایه سرشماری عمومی نفوس و مسکن در سال ۱۳۹۵، جمعیت این روستا برابر با ۶۸۸ نفر (۱۲۱ خانوار) بوده است.